# Tommy Carruthers
Tommy Carruthers é um renomado lutador de Jeet Kune Do, a arte de luta criada por Bruce Lee, sendo muito conhecido pela sua agilidade em movimentos, tanto dos braços como das pernas. É um dos mais renomados lutadores de JKD no mundo, possuindo algumas video-aulas difundidas na Internet. Tommy já treinou vários tipos de artes marciais, treinando nelas a aproximadamente 30 anos,entre elas,técnicas de defesa militar(introduzidas pelo seu pai),Judo, Jiu-Jitsu, wrestling, Karate, boxing, Ving Tsun.